# 弗拉讷克拉代尔
弗拉讷克拉代尔（荷蘭語：Franekeradeel，荷蘭語發音：[ˈfraːnəkəraːˌdeːl] ⓘ）是荷蘭弗里斯兰省的一個已撤銷的市镇，位於荷蘭北部。該社區設立於1984年。2018年1月1日，該市镇和另外三個市镇合併，新設瓦德胡克。

## 外部連結
维基共享资源上的相關多媒體資源：弗拉讷克拉代尔
- Official website （页面存档备份，存于）